# Mario Prosperi
Mario Prosperi (Melide, Ticino kanton, 1945. július 4. –) svájci válogatott labdarúgó.

## Pályafutása

### A válogatottban
1965 és 1973 között 21 alkalommal szerepelt a svájci válogatottban. Részt vett még az 1966-os világbajnokságon.

## Sikerei, díjai
Lugano
- Svájci kupa (1): 1967-68